# Пламенный морской окунь
Пламенный морской окунь, или огненный морской окунь (лат. Sebastes flammeus), — вид морских лучепёрых рыб семейства  скорпеновых (Scorpaenidae). Обитает в северо-западной части Тихого океана. Встречается на глубине до 500 м. Максимальная длина 50 см.

## Описание
Массивное тело и голова покрыты ктеноидной чешуёй. Высота тела укладывается 3,1—3,3 раза в стандартной длине тела. На краю предкрышки имеется пять шипов. На верхнем краю жаберной крышки есть два шипа. На челюстях и нёбе зубы расположены в один ряд. На первой жаберной дуге 23—32 жаберных тычинок. Нижняя челюсть выдаётся вперёд. Длинный спинной плавник с 12-13 колючими и 13—15 мягкими лучами. Конец мягкой части закруглённый. В анальном плавнике 3 колючих и 8—9 мягких лучей, вторая колючка короче третьей. В грудном плавнике 18—20 мягких лучей, его окончание заходит за анальное отверстие. Брюшные плавники с одним колючим и пятью мягкими лучами. Хвостовой плавник с небольшой выемкой. В боковой линии 29—33 чешуй.
Всё тело и голова окрашены в красный цвет. На спине есть тёмное пятно. У окончания жаберной крышки также есть тёмное пятно.
Максимальная длина тела 50 см.

## Биология
Питаются ракообразными (копеподы, эуфазиды и др.), головоногими и рыбами.
Впервые созревают в возрасте 5—6 лет. Живородящие рыбы. Оплодотворение внутреннее, происходит осенью. Сперма сохраняется внутри самки в течение нескольких месяцев до оплодотворения икры. Вылупление происходит внутри самки, личинки вымётываются в январе — марте.

## Распространение
Распространены в северо-западной части Тихого океана. Встречаются у берегов Японии от Сагамского залива до острова Хоккайдо. Отмечены в районе Малой Курильской гряды. Обитают на глубине от 145 до 500 м, летом преимущественно на глубине 200—300 м, зимой опускаются в более глубокие слои. Ведут придонный образ жизни.

## Хозяйственное значение
Имеют ограниченное промысловое значение. Попадаются в качестве прилова при промысле других донных рыб. Реализуются в свежемороженом и копчёном виде.